# Берлин-Шёнефельд
Аэропорт Берлин-Шёнефельд (нем. Flughafen Berlin-Schönefeld) — бывший самостоятельный аэропорт, расположенный в коммуне Шёнефельд района Даме-Шпревальд (Бранденбург, Германия). Эксплуатантом аэропорта был Flughafen Berlin-Schönefeld GmbH (FBS), участниками которого являются Берлин, Бранденбург и Федеративная Республика Германия. В 2008 году аэропорт обслужил 6,6 млн пассажиров. С 2020 года использовался как терминал 5 нового аэропорта Берлин-Бранденбург. Окончательно закрыт в феврале 2021 года.

## Расположение и транспорт

Расположение аэропортов в Берлине и окрестностях.

Пятый терминал аэропорта Берлин-Бранденбург находится в федеральной земле Бранденбург, в районе Даме-Шпревальд в 22 км к юго-востоку от центра города и в 8 км от посёлка Далевиц. Длительное время часть более не используемой северной полосы аэропорта находилась на территории города Берлин. Терминал расположен на уровне 48 м над уровнем моря, занимает территорию в 620 га и тем самым являлся самым крупным аэропортом региона по размеру территории. Рядом находится железнодорожный вокзал Берлин-Шёнефельд, где останавливаются поезда Regionalbahn и S-Bahn (S9, S45). Два раза в час отправляется так называемый «аэропорт-экспресс» линий RE7 и RB14 до центрального вокзала Берлина с остановками на Восточном вокзале и вокзале Фридрихштрассе. До аэропорта можно добраться также на автобусе. К аэропорту ведёт федеральная автотрасса 113. Стоянки такси расположены у входа в терминал А.

## История

### Авиационный завод «Хеншель»
15 октября 1934 года в Шёнефельде началось строительство заводов Henschel, где до конца Второй мировой войны было построено более 14 тысяч самолётов. На территории завода были проложены три взлётно-посадочных полосы каждая длиной 800 м. 22 апреля 1945 года завод был занят советскими войсками. После демонтажа оборудования завода, которое было либо вывезено в СССР, либо взорвано, на его территории до 1947 года производился ремонт железнодорожной и сельскохозяйственной техники.

### После Второй мировой войны

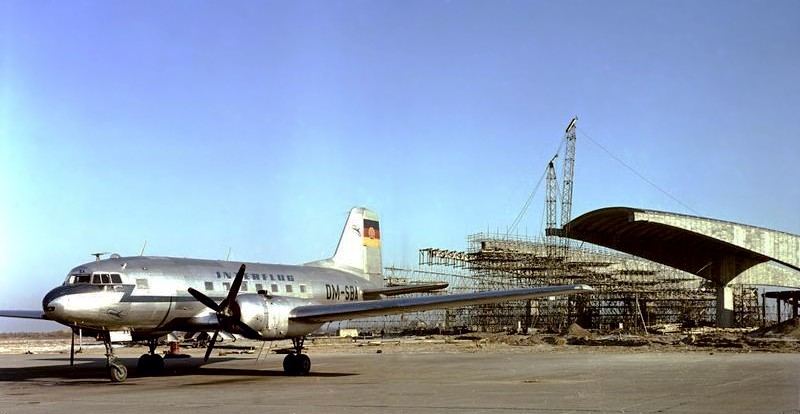
Строительство аэропорта. 1961

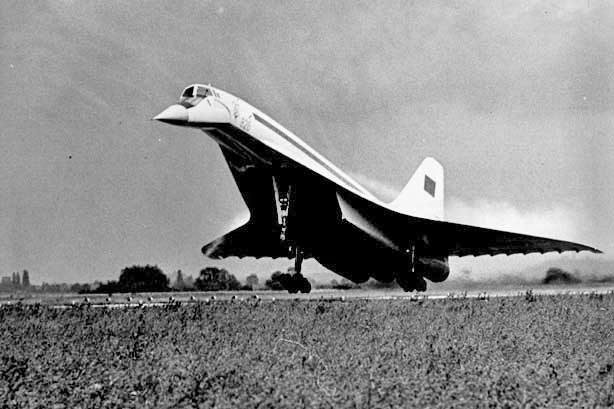
Ту-144 на взлёте в Шёнефельде

В 1946 году советская авиация была перебазирована с аэродрома Йоханнисталь в Шёнефельд. В том же году «Аэрофлот» приступил к регулярным рейсам в Шёнефельд. В 1947 году вышел приказ № 93 Советской военной администрации в Германии о строительстве в Шёнефельде гражданского аэропорта. После завершения строительства до 1990 года аэропорт несколько раз перестраивался, став центральным аэропортом Германской Демократической Республики, который должен был обслуживать до 18 млн пассажиров в год. Аэропорт Шёнефельд был объявлен так называемой «молодёжной стройкой».
С 1960-х годов и до перемен 1990 года называвшийся тогда Центральный аэропорт Берлин-Шёнефельд пользовался успехом и у населения Западного Берлина, который связывал с аэропортом автобусный маршрут.
12.12.1986 года при заходе на посадку произошла авиакатастрофа Ту-134 Белорусского Управления гражданской авиации по вине диспетчера и нерешительности командира, при наличии проверяющего от авиаотряда за контролем работы экипажа. В результате выявления виновных в катастрофе, по косвенной и неоправданной вине, главный штурман Белорусского Управления гражданской авиации Лагун Л. Д. был переведён в штурмана первого класса Минского летного отряда.
В катастрофе вместе с белорусскими пассажирами погибли и немецкие школьники, в связи с чем происшествие получило большой международный резонанс.

### После объединения Германии и Берлина
В 1990-е годы несмотря на проведённые работы по реконструкции аэропорт столкнулся с падением показателей пассажирооборота, вызванным прекращением полётов авиакомпании ГДР Interflug и переходом других авиакомпаний в более современный и более удачно расположенный аэропорт Тегель. Аэропорт в это время в основном принимал чартерные рейсы. В 1992 году введена в эксплуатацию отремонтированная южная взлётно-посадочная полоса. В 1996 году федеральная власть и земли Берлин и Бранденбург приняли решение о строительстве на базе аэропорта Шёнефельд нового крупного авиаузла Берлин-Бранденбург. Среди немногих классических направлений из Шёнефельда остались рейсы «Аэрофлота» в Москву и Санкт-Петербург.
«Чартерный» период аэропорта Шёнефельд завершился в 2003 году, когда в Шёнефельд пришли авиакомпании-дискаунтеры, среди которых наиболее важным клиентом стал easyJet. 19 декабря 2005 года состоялось открытие нового терминала D, обслуживающего низкобюджетные авиакомпании. В ноябре 2007 года закрылась и впоследствии была частично демонтирована северная ВПП.
С 6 мая 2015 года по 24 октября 2015 года в качестве рабочей полосы использовалась южная полоса недостроенного аэропорта Берлин-Бранденбург. Архивная копия от 11 мая 2019 на Wayback Machine Полоса самого Шёнефельда была закрыта на ремонт для будущего использования в качестве северной полосы аэропорта Бранденбург.